# Slovenská futsalová reprezentace
Slovenská futsalová reprezentace reprezentuje Slovensko na mezinárodních turnajích jako je mistrovství Evropy. Funguje pod záštitou asociace Slovenský futbalový zväz (SFZ). První mezinárodní zápas odehrála v roce 1992 proti Společenství nezávislých států. Dosud se nekvalifikovala na mistrovství světa, v roce 2022 poprvé postoupila na mistrovství Evropy. V únoru 2022 jí ve světovém žebříčku patřilo 23. místo. Od srpna 2017 je trenérem Marián Berky.